# Шашкишки
Шашкишки — почти утраченная деревня в Плюском сельсовете Браславского района Витебской области Белоруссии. Расположена в 25 км от г. Браслав, 255 км от Витебска и Минска, 15 км от г. Краслава, 35 км от Даугавпилса и 250 км от Риги. Находится на территории заповедника «Браславские озёра». Изначально деревня существовала как поселение старообрядцев. В ней есть озеро Кривец и кладбище. По территории деревни проходит нефтепровод. Каждый год через территорию деревни проходит ралли «Браслав».